# 한국여자프로농구 2007 겨울리그
한국여자프로농구 2007 겨울리그(스폰서의 이름을 딴 삼성생명배 겨울리그라고도 알려진)는 한국여자프로농구의 열일곱 번째 시즌이다. 2005년 12월 20일부터 2006년 3월 10일까지 6개 연고지에서 진행되었다.

## 변경된 점
- 덩크슛을 성공할 경우 3점을 주는 제도를 도입했다.[1]
- 샐러리캡이 기존 7억원에서 8억원으로, 최저연봉이 2천만원에서 2천200만원으로 각각 인상되었다.[2]

## 선수 변화
- 2006년 8월 8일 - 금호생명 김지윤 ⇔ KB 선수와 1대1 트레이드
- 2006년 10월 26일 - 2007 금호생명이 신입선수 전체2순위 박언주를 선발 후 신한은행으로 양도
- 2006년 10월 26일 - 2007 신입선수 선발회 KB 고아라 ⇔ 금호생명 정유진(전체10순위) 맞트레이드
- 2006년 11월 14일 - KB 정선민 ⇒ 신한은행 FA 이적
- 2006년 11월 22일 - 우리은행 김영옥 ⇒ KB FA 이적

## 정규리그
정규리그는 2007년 1월 5일에 개막되어 2007년 3월 19일까지 진행되었다. 안산 신한은행 에스버드가 정규리그 우승을 차지했다.
| 순위 | 팀                     | 경기 | 승 | 패 | 승차 | 참가 자격 및 강등 |
| ---- | ---------------------- | ---- | -- | -- | ---- | ----------------- |
| 1    | 안산 신한은행 에스버드 | 20   | 17 | 3  | —    | 플레이오프 진출   |
| 2    | 춘천 우리은행 한새     | 20   | 14 | 6  | 3    | 플레이오프 진출   |
| 3    | 용인 삼성생명 비추미   | 20   | 13 | 7  | 4    | 플레이오프 진출   |
| 4    | 부천 신세계 쿨캣       | 20   | 8  | 12 | 9    | 플레이오프 진출   |
| 5    | 청주 KB 스타즈         | 20   | 5  | 15 | 12   |                   |
| 6    | 구리 금호생명 레드윙스 | 20   | 3  | 17 | 14   |                   |

## 포스트시즌
플레이오프는 2007년 3월 22일 ~ 3월 31일에 걸쳐 진행되었고, 챔피언 결정전은 3월 29일 ~ 4월 5일에 걸쳐 진행되었다.

### 대진표
|  | 플레이오프 3판 2승제 | 플레이오프 3판 2승제   | 플레이오프 3판 2승제 |                    |   | 챔피언 결정전 5판 3승제 | 챔피언 결정전 5판 3승제 | 챔피언 결정전 5판 3승제 |  |
|  |                      |                        |                      |                    |   |                         |                         |                         |  |
|  | 1                    | 안산 신한은행 에스버드 | 2                    |                    |   |                         |                         |                         |  |
|  | 1                    | 안산 신한은행 에스버드 | 2                    |                    |   |                         |                         |                         |  |
|  | 4                    | 부천 신세계 쿨캣       | 0                    |                    |   |                         |                         |                         |  |
|  | 4                    | 부천 신세계 쿨캣       | 0                    |                    | 1 | 안산 신한은행 에스버드  | 3                       |                         |  |
|  |                      |                        |                      |                    | 1 | 안산 신한은행 에스버드  | 3                       |                         |  |
|  |                      |                        | 2                    | 춘천 우리은행 한새 | 0 |                         |                         |                         |  |
|  | 2                    | 춘천 우리은행 한새     | 2                    | 춘천 우리은행 한새 | 0 | 2                       |                         |                         |  |
|  | 2                    | 춘천 우리은행 한새     |                      |                    |   |                         |                         |                         |  |
|  | 3                    | 용인 삼성생명 비추미   | 1                    |                    |   |                         |                         |                         |  |

## 수상

### 정규리그 시상

#### 통계에 의한 부문
| 상         | 선수     | 팀                     | 기록    |
| ---------- | -------- | ---------------------- | ------- |
| 득점상     | 잭슨     | 용인 삼성생명 비추미   | 30.15점 |
| 3점 득점상 | 김은혜   | 춘천 우리은행 한새     | 47개    |
| 3점 야투상 | 김경희   | 금호생명 레드윙스      | 39.44%  |
| 2점 야투상 | 핀스트라 | 부천 신세계 쿨캣       | 61.02%  |
| 자유투상   | 캐칭스   | 춘천 우리은행 한새     | 88.00%  |
| 리바운드상 | 핀스트라 | 부천 신세계 쿨캣       | 16.65개 |
| 어시스트상 | 전주원   | 안산 신한은행 에스버드 | 6.79개  |
| 스틸상     | 캐칭스   | 춘천 우리은행 한새     | 2.95개  |
| 블록상     | 잭슨     | 용인 삼성생명 비추미   | 1.45개  |

#### 투표에 의한 부문
| 상             | 수상자                          |
| -------------- | ------------------------------- |
| 최우수선수상   | 전주원 (안산 신한은행 에스버드) |
| 외국인선수상   | 박정은 (용인 삼성생명 비추미)   |
| 신인선수상     | 하은주 (안산 신한은행 에스버드) |
| 우수수비선수상 | 정선민 (안산 신한은행 에스버드) |
| 식스우먼상     | 김수연 (청주 KB 스타즈)         |
| 모범선수상     | 신정자 (금호생명 레드윙스)      |
| 지도상         | 이영주 (안산 신한은행 에스버드) |

WKBL 베스트 5:
- G 박혜진, 아산 우리은행 위비
- G 박정은, 용인 삼성생명 비추미
- F 김정은, 부천 신세계 쿨캣
- F 캐칭스, 춘천 우리은행 한새
- C 잭슨, 용인 삼성생명 비추미

### 라운드별 MVP, MIP
| 라운드  | MVP                                 | MIP                             |
| ------- | ----------------------------------- | ------------------------------- |
| 1라운드 | 맥윌리암스 (안산 신한은행 에스버드) | 김은경 (춘천 우리은행 한새)     |
| 2라운드 | 캐칭스 (춘천 우리은행 한새)         | 정선화 (천안 KB 세이버스)       |
| 3라운드 | 전주원 (안산 신한은행 에스버드)     | 최윤아 (안산 신한은행 에스버드) |
| 4라운드 | 캐칭스 (춘천 우리은행 한새)         | 박세미 (부천 신세계 쿨캣)       |